# La Liga de 1959–60
A Primeira Divisão Espanhola de 1959–60 foi a 29ª edição da Primeira Divisão Espanhola. O CF Barcelona venceu esta edição.

## Participantes
Esta edição contou com 16 participantes, entre eles:
- Atlético Bilbao
- Atlético de Madrid
- CF Barcelona
- Elche CF
- RCD Espanyol
- Granada CF
- UD Las Palmas
- CA Osasuna
- Real Betis
- Real Madrid CF
- Real Oviedo
- Real Sociedad
- Real Valladolid
- Real Zaragoza
- Sevilla FC
- Valencia CF

## Tabela classificativa
| #  | Equipa             | Pts | J  | V  | E | D  | GM | GS | DG  |
| -- | ------------------ | --- | -- | -- | - | -- | -- | -- | --- |
| 1  | Barcelona          | 46  | 30 | 22 | 2 | 6  | 86 | 28 | 58  |
| 2  | Real Madrid        | 46  | 30 | 21 | 4 | 5  | 92 | 36 | 56  |
| 3  | Atlético Bilbao    | 39  | 30 | 19 | 1 | 10 | 74 | 45 | 29  |
| 4  | Sevilla FC         | 36  | 30 | 16 | 4 | 10 | 63 | 44 | 19  |
| 5  | Atlético de Madrid | 33  | 30 | 15 | 3 | 12 | 59 | 40 | 19  |
| 6  | Real Betis         | 33  | 30 | 15 | 3 | 12 | 42 | 53 | –9  |
| 7  | Real Oviedo        | 33  | 30 | 13 | 7 | 10 | 38 | 51 | –13 |
| 8  | RCD Espanyol       | 30  | 30 | 11 | 8 | 11 | 33 | 29 | 4   |
| 9  | Valencia CF        | 28  | 30 | 11 | 6 | 13 | 37 | 33 | 4   |
| 10 | Elche CF           | 27  | 30 | 11 | 5 | 14 | 41 | 64 | –23 |
| 11 | Real Zaragoza      | 25  | 30 | 10 | 5 | 15 | 49 | 58 | –9  |
| 12 | Granada CF         | 25  | 30 | 10 | 5 | 15 | 38 | 52 | –14 |
| 13 | Real Valladolid    | 25  | 30 | 11 | 3 | 16 | 48 | 61 | –13 |
| 14 | Real Sociedad      | 23  | 30 | 10 | 3 | 17 | 41 | 61 | –20 |
| 15 | CA Osasuna         | 18  | 30 | 8  | 2 | 20 | 42 | 75 | –33 |
| 16 | UD Las Palmas      | 13  | 30 | 5  | 3 | 22 | 24 | 77 | –53 |